# Bart Latuheru
Barnabas (Bart) Latuheru (Capelle aan den IJssel, 8 november 1965) is een voormalig Nederlandse voetballer van Molukse afkomst. Hij speelde betaald voetbal voor achtereenvolgens Excelsior, Vitesse, AZ en N.E.C..

## Clubs
Latuheru werd geboren in Capelle aan den IJssel, in het Molukse opvangkamp IJsseloord. In zijn geboorteplaats werd hij lid van voetbalvereniging CVV Zwervers, waar hij ging spelen als rechtsbuiten. Na een aantal jaar mocht hij in stadion De Kuip een wedstrijd spelen tegen Feyenoord C1, als voorwedstrijd voor de Klassieker. Tijdens dit duel scoorde Latuheru drie keer en werd hij ontdekt door Feyenoord en Sparta. Hij koos voor Sparta en kwam terecht in de jeugdopleiding van deze club. Een paar jaar later kwam hij in de A1 terecht en vervolgens kreeg hij te horen dat hij niet meer in aanmerking kwam voor een plaats bij Sparta. Xerxes wilde hem wel hebben en zo kwam Latuheru bij deze club terecht, waar hij al snel het eerste elftal haalde. In 1985 meldde Feyenoord zich opnieuw bij Latuheru, maar de club bood hem slechts een amateurcontract. Latuheru wilde liever prof worden en koos voor een contract bij Excelsior. Trainer Rob Jacobs had erg veel vertrouwen in hem en liet hem het eerste seizoen meteen bijna alle wedstrijden meespelen.
Na vier jaar bij Excelsior kwam er interesse in Latuheru en vertrok hij naar Vitesse. Op 25 april 1990 in De Kuip verloor Vitesse met 1-0 van PSV. Tot en met seizoen het 2001/2002 eindigde Vitesse altijd bij de eerste zes en werd er negen maal deelgenomen aan het UEFA-Cup toernooi, waarin Vitesse met Latuheru  memorabele wedstrijden heeft gespeeld tegen onder andere Real Madrid, Derry City, Sporting Lissabon en Parma FC. Ook bij de Arnhemmers werd hij meteen basisspeler en na drie jaar meldde Ajax zich voor hem. De club uit Amsterdam had een nieuwe rechtsbuiten nodig, maar koos op het laatste moment voor Marc Overmars in plaats van Latuheru. In 1996 vertrok hij dan toch bij Vitesse en ging hij spelen voor AZ. Maar zijn tijd in Alkmaar duurde niet lang. In zijn eerste seizoen speelde hij 33 wedstrijden, maar de club degradeerde wel naar de Eerste Divisie. Het jaar erop ging Latuheru naar NEC, de grote rivaal van Vitesse, de club waar hij zeven seizoenen had gespeeld. Na vijf jaar bij NEC stopte hij op 37-jarige leeftijd met professioneel voetbal.
Na zijn carrière als prof ging Latuheru nog spelen bij een aantal amateurclubs. Hij begon bij Deltasport en speelde daarna nog voor XerxesDZB, Neptunus en wederom Deltasport. Uiteindelijk stopte hij met voetballen om in zijn eigen zaak te gaan werken. Bart woont in Bergschenhoek.

## Nationaal elftal
Latuheru speelde tijdens zijn carrière één interland voor het Nederlands elftal. In 1989 speelde Oranje een oefenwedstrijd tegen Brazilië, waarin hij mocht meespelen. Daarna is hij nooit meer geselecteerd voor Nederland.
Op basis van zijn afkomst, kwam Latuheru vanaf 1988 eveneens uit voor het representatieve Zuid-Moluks voetbalelftal, waarvoor hij onder meer wedstrijden speelden tegen Indonesië en het Nederlands amateurelftal.

## Clubstatistieken
| Seizoen | Club      | Land               | Competitie     | Duels | Goals |
| ------- | --------- | ------------------ | -------------- | ----- | ----- |
| 1985/86 | Excelsior | Vlag van Nederland | Eredivisie     | 26    | 0     |
| 1986/87 | Excelsior | Vlag van Nederland | Eredivisie     | 24    | 1     |
| 1987/88 | Excelsior | Vlag van Nederland | Eerste divisie | 35    | 3     |
| 1988/89 | Excelsior | Vlag van Nederland | Eerste divisie | 33    | 9     |
| 1989/90 | Vitesse   | Vlag van Nederland | Eredivisie     | 23    | 2     |
| 1990/91 | Vitesse   | Vlag van Nederland | Eredivisie     | 34    | 6     |
| 1991/92 | Vitesse   | Vlag van Nederland | Eredivisie     | 33    | 4     |
| 1992/93 | Vitesse   | Vlag van Nederland | Eredivisie     | 34    | 8     |
| 1993/94 | Vitesse   | Vlag van Nederland | Eredivisie     | 32    | 5     |
| 1994/95 | Vitesse   | Vlag van Nederland | Eredivisie     | 24    | 1     |
| 1995/96 | Vitesse   | Vlag van Nederland | Eredivisie     | 11    | 1     |
| 1996/97 | AZ        | Vlag van Nederland | Eredivisie     | 33    | 0     |
| 1997/98 | NEC       | Vlag van Nederland | Eredivisie     | 9     | 0     |
| 1998/99 | NEC       | Vlag van Nederland | Eredivisie     | 33    | 2     |
| 1999/00 | NEC       | Vlag van Nederland | Eredivisie     | 28    | 0     |
| 2000/01 | NEC       | Vlag van Nederland | Eredivisie     | 32    | 2     |
| 2001/02 | NEC       | Vlag van Nederland | Eredivisie     | 34    | 3     |
| Totaal  | Totaal    | Totaal             | Totaal         | 478   | 47    |